# Boliviela paraortha
Boliviela paraortha är en insektsart som beskrevs av Nielson 1988. Boliviela paraortha ingår i släktet Boliviela och familjen dvärgstritar. Inga underarter finns listade i Catalogue of Life.